# Arvid Herbert
Karl Arvid Knut Herbert, född 1897 i Stoby, Skåne, död 1956 i Kungälv, var en svensk målare. Han studerade på Wilhelmsons målarskola, konstakademien i Stockholm och gjorde resor i Frankrike. Han målade i olja, akvarell och pastell, bland annat landskap med motiv från västkusten, hamnpartier, skogar , stadsmotiv från 
Stockholm och motiv från Frankrike.